# Konflikten i Mali
Konflikten i Mali startade den 17 januari 2012 då tuareggerillan MNLA i norra Mali gjorde uppror mot regeringsarmén. Gerillan erövrade tre av landets norra provinser och utropade en oberoende nation, Azawad där. Malis armé, som var besvikna på att de inte fått vapenkraft nog att bekämpa gerillan, svarade med att i mars 2012 genomföra en regeringskupp och att störta president Amadou Toumani Touré. De lyckades dock inte slå tillbaks MNLA-gerillan i norr, som tvärtom stärkte sin ställning i regionen. Efter hand manövrerades MNLA ut av väpnade islamistgrupper som Ansar al-Din och AQIM vars mål är att göra landet till en gudsstat med sharialagar.
När dessa avancerade söderut mot Bamako ingrep fransk och västafrikansk militär och drev ut islamist-gerillan i öknen. Ett fredsavtal slöts i juni 2013 med tuaregrebellerna och i juli hade läget stabiliserats så att det blev möjligt att arrangera presidentval.

## Bakgrund
Konflikten bottnar dels i den islamistiska våg som sveper över stora delar av den muslimska världen och fått grupper som Ansar al-Din och Aqim att kräva upprättandet av en islamsk stat i Mali, med sharialagar. Motsättningar finns också mellan olika folkgrupper, där tuaregerna i norra delarna av landet känt sig diskriminerade och av och till iscensatt uppror under de senaste hundra åren.

## Konflikten
I januari 2012 startar tuaregrebeller från MNLA och Ansar Dine ett uppror i norra Mali.
Den 17 januari intar de staden Ménaka i Mali och den 10 mars tar man över militärområdet Amachach, nära staden Tessalit, sex mil från den algeriska gränsen.
En grupp inom regeringsarmén, som var missnöjda med att MNLA (Nationella rörelsen för Azawads befrielse) inte bjöds tillräckligt motstånd, tog den 22 mars 2012 makten i en militärkupp och tillsatte en militärjunta, Comité National pour le Redressement de la Démocratie et la Restauration de l’État (CNRDR).
Den demokratiska oppositionen mot CNRDR organiserade sig i Front Uni pour la Sauvegarde de la République et de la Démocratie (FUDR) som fick stöd av den regionala samarbetsorganisationen Ecowas. 
Kuppledaren Sanogo svarade med att bilda 22 mars-rörelsen, som en paraplyorganisation för de krafter som stödde militärjuntan.
MNLA utnyttjade det maktvakuum som uppstod efter militärkuppen och tog, tillsammans med islamistrebeller, kontrollen över hela norra Mali. Den 6 april utropade MNLA där den självständiga staten Azawad, utan att få något erkännande av vare sig  Afrikanska unionen, EU, FN eller Ecowas. De sistnämnda ingick istället en överenskommelse med CNRDR, om övergång till civilt styre i Mali.
I enlighet med överenskommelsen svors talmannen Dioncounda Traoré in till interimspresident den 12 april, med uppdrag att utlysa nyval och "hantera krisen i norr".  Traoré utsåg den 17 april Modibo Diarra till tillförordnad premiärminister. Samtidigt greps Malis förre premiärminister Modibo Sidibé och flera andra höga politiker och militärer och fördes till militärjuntans högkvarter.
Efter kraftiga internationella protester tvingades juntan dock släppa de 22 gripna, som sympatiserade med den störtade presidenten Amadou Toumani Touré. Touré själv flydde samtidigt till Senegal, på vars ambassad i Bamako han tidigare sökt skydd.
Den 26 april möttes Ecowas ledare i Elfenbenskusten för att bland annat dryfta konflikten i Mali. Man beslutade att övergångsregeringen i Bamako ska sitta kvar i minst ett år innan president- och parlamentsval genomförs och att en militär styrka skulle skickas till Mali.
Dagen därpå intog den tidigare okända milisgruppen FNLA (Front National de Libération de l'Azawad) ökenstaden Timbuktu, som tidigare kontrollerats av islamistiska Ansar al-Din.
I månadsskiftet april-maj uppstod strider i Bamako mellan militärjuntans soldater och den avsatte presidenten Amadou Toumani Tourés garde, Röda baskrarna. Juntan gick segrande ur striderna som krävde dödsoffer på båda sidor.
Den 21 maj misshandlas president Traoré  av demonstranter som sympatiserar med kuppmakarna. Kapten Amadou Sanogo tar tillfälligt över som övergångspresident och Traoré flygs till Frankrike för vård. Traoré återvänder senare för att bilda en samlingsregering, ledd av Cheick Modibo Diarra.

## Gränskonflikter
I kaoset efter militärkuppen blossade även markkonflikter upp mellan fulaniherdar från Burkina Faso och lantbrukare från dogonfolket i Mali. Tre dagars strider i maj 2012, nära gränsen till Burkina Faso, krävde minst 30 människoliv.
Hundratals människor flydde från byn Sari i norra Mali över gränsen till Burkina Faso.

## Rebeller enas och splittras
Efter veckor av samtal kom MNLA, FNLA och Ansar al-Din överens om att den 27 maj bilda "den islamiska staten Azawads övergångsråd".
Denna enighet sprack dock rätt omgående och man började istället bekämpa varandra.
En månad senare intog islamisterna MNLA:s högkvarter i Gao och i mitten av juli hade man även drivit bort dem från deras sista större fäste Ansongo, tio mil längre norrut.
Sedan Ecowas diskuterat en militär intervention mot rebellerna hotade Rörelsen Enhet och heligt krig i Västafrika  (Mujao) med terrordåd i länder i regionen som deltar i en sådan interventionsstyrka.

## Islamistiskt styre
Unesco satte upp staden Timbuktu på sin lista över hotade världsarv, på grund av den väpnade konflikten i området, vilket inte hindrade Ansar al-Din från att förstöra gamla tempel och mausoleum över sufihelgon, som man betecknade som uttryck för avgudadyrkan.
I september 2012 förstörde man även helgonet Alfa Mobos mausoleum i staden Goundam, nio mil från Timbuktu.
Sharialagar infördes och offentliga bestraffningar genomfördes av islamisterna.
I slutet av juli stenades ett ogift par till döds, i staden Aguelhok  och i augusti högg man handen av en man som anklagats för att ha stulit en moped. 
400 000 människor uppges ha flytt norra Mali sedan islamisterna tog över styret. 
Motståndare till sharialagarna under det islamistiska styret organiserade sig i Mali-koalitionen för kulturell mångfald.
I början av oktober arrangerade man en tvådagarskonferens i Bamako, där människor som flytt norra Mali deltog. 

## Internationell intervention
I september 2012 avancerade islamisterna söderut och intog staden Douentza.
Den 12 oktober röstar FN:s säkerhetsråd (resolution 2071) enhälligt för en militär intervention i Mali. Militären motsatte sig dock detta och hävdade att man kunde krossa rebellerna på egen hand. Sedan premiärminister Diarra organiserat en demonstration till stöd för FN-resolutionen tvingades han avgå i december, efter att ha gripits av säkerhetsstyrkor. Django Sissoko utses till ny premiärminister. 
FN:s säkerhetsråd röstar den 20 december enhälligt igenom resolution 2085 som ger en fredsbevarande afrikansk styrka rätt att intervenera till stöd för Malis armé, under ett års tid. Sissoko godtar resolutionen.
Beväpnade islamister från AQIM, Ansar al-Din och Mujao drog söderut  och intog den 10 januari 2013 den strategiskt viktiga staden Konna, något som fick Frankrike att inleda "Opération Serval". Frankrikes intervention välkomnades av MNLA-gerillan som sade sig vara beredda att hjälpa den franska armén mot sina forna vapenbröder. 
Den 12 januari infördes undantagstillstånd i Mali. Detta kom att råda i över fem månader.
Trots fyra dagars intensivt bombardemang av franska Rafale-plan lyckades islamisterna den 14 januari inta Diabaly och avancerade till den lilla orten Banamba, norr om Bamako.
Franska och västafrikanska styrkor svarade med att förstärka sin närvaro i landet och lyckades i tur och ordning inta Konna , Diabaly , Gao  och Timbuktu 
I takt med dessa militära bakslag drabbades Ansar al-Din också av avhopp. Alghabass Ag Intallah leder utbrytargruppen Islamiska rörelsen för Azawad (MIA) som förklarade sig vara villiga att förhandla om en fredlig lösning av konflikten. MIA uppgav att man, tillsammans med MNLA, intagit Kidal sedan islamisterna flytt staden. Den 5 februari tog 1 800 soldater från Tchad över Kidal. 
Den 8 februari drev franska styrkor ut islamistrebellerna ur staden Tessalit. 
Två tusen islamistiska gerillakrigare drog sig undan till bergen på gränsen mot Algeriet.  
Samtidigt stred man och genomförde självmordsattacker i Gao. 
Sverige har sedan 2013 soldater i Mali.

## Fredsavtal och val
Den 2 maj 2013 samlades flera tuareghövdingar i Kidal och bildade Höga rådet för Azawads enighet (HCUA), med målsättningen att förhandla fram en fredsuppgörelse.
Den 18 juni slöts en sådan mellan regeringen, HCUA och MNLA. Rebellerna överlämnade staden Kidal till regeringsarmén mot ett löfte om en ”inkluderande dialog” med en nyvald regering inom 60 dagar. 
Arkitekten bakom uppgörelsen, Tiébilé Dramé drog tillbaka sin egen kandidatur i presidentvalet den 28 juli. Dramé hävdade att förutsättningar för ett fritt och hederligt val saknades. 